# Vollschmarotzer

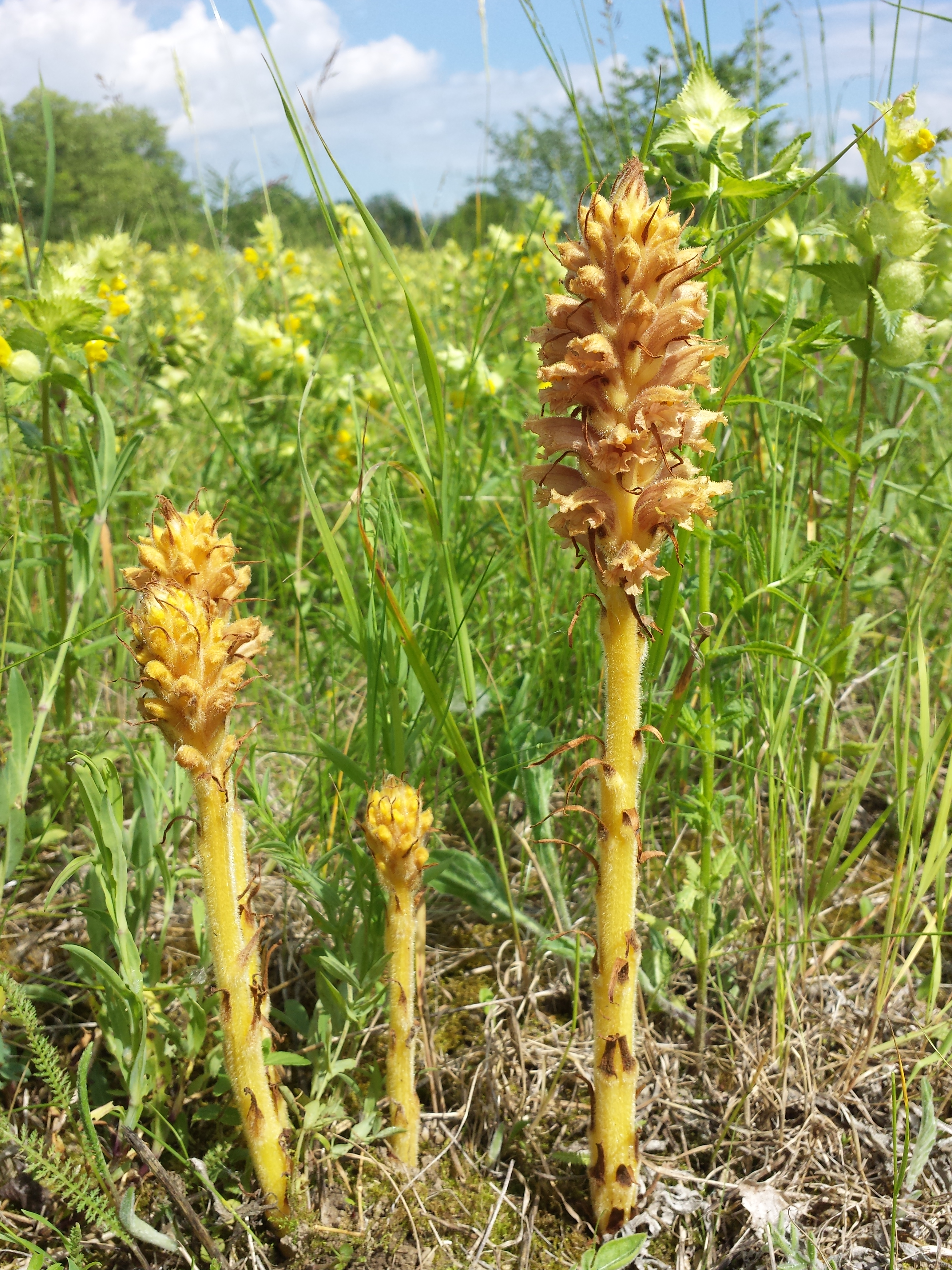
Große Sommerwurz (Holoparasit) mit Klappertöpfen (Hemiparasit) im Hintergrund

Vollschmarotzer (Holoparasiten, auch Vollparasiten genannt) sind parasitische Blütenpflanzen (Phytoparasiten), die in ihrer Ernährung völlig von ihren Wirtspflanzen abhängig sind. Ihnen fehlt das zur selbständigen Erzeugung von organischen Kohlenstoffverbindungen („Zucker“) nötige Blattgrün, ihre Blätter sind stark zurückgebildet oder fehlen völlig. Mit Hilfe von speziellen Saugorganen (Haustorien) dringen sie in die Leitungsbahnen (Phloem, selten auch Xylem) ihrer Wirte ein, um diesen alle lebenswichtigen Stoffe zu entnehmen.
Im Gegensatz zu den Halbschmarotzern (Hemiparasiten) sind Vollschmarotzer oft streng wirtsspezifisch, das heißt, sie parasitieren nur auf einer Pflanzenart oder auf wenigen eng verwandten Arten.
Beispiele für Vollschmarotzer in der mitteleuropäischen Flora sind die Sommerwurz- und Seide-Arten oder die Schuppenwurzen (Blutungssaftschmarotzer oder Xylemparasiten).